# Synoptiska evangelier

Nästan allt innehåll i Markusevangeliet återfinnes i Matteusevangeliet, och mycket av Markus återfinnes också i Lukasevangeliet. Utöver detta har Matteus och Lukas en stor mängd gemensamt material som saknas i Markus.

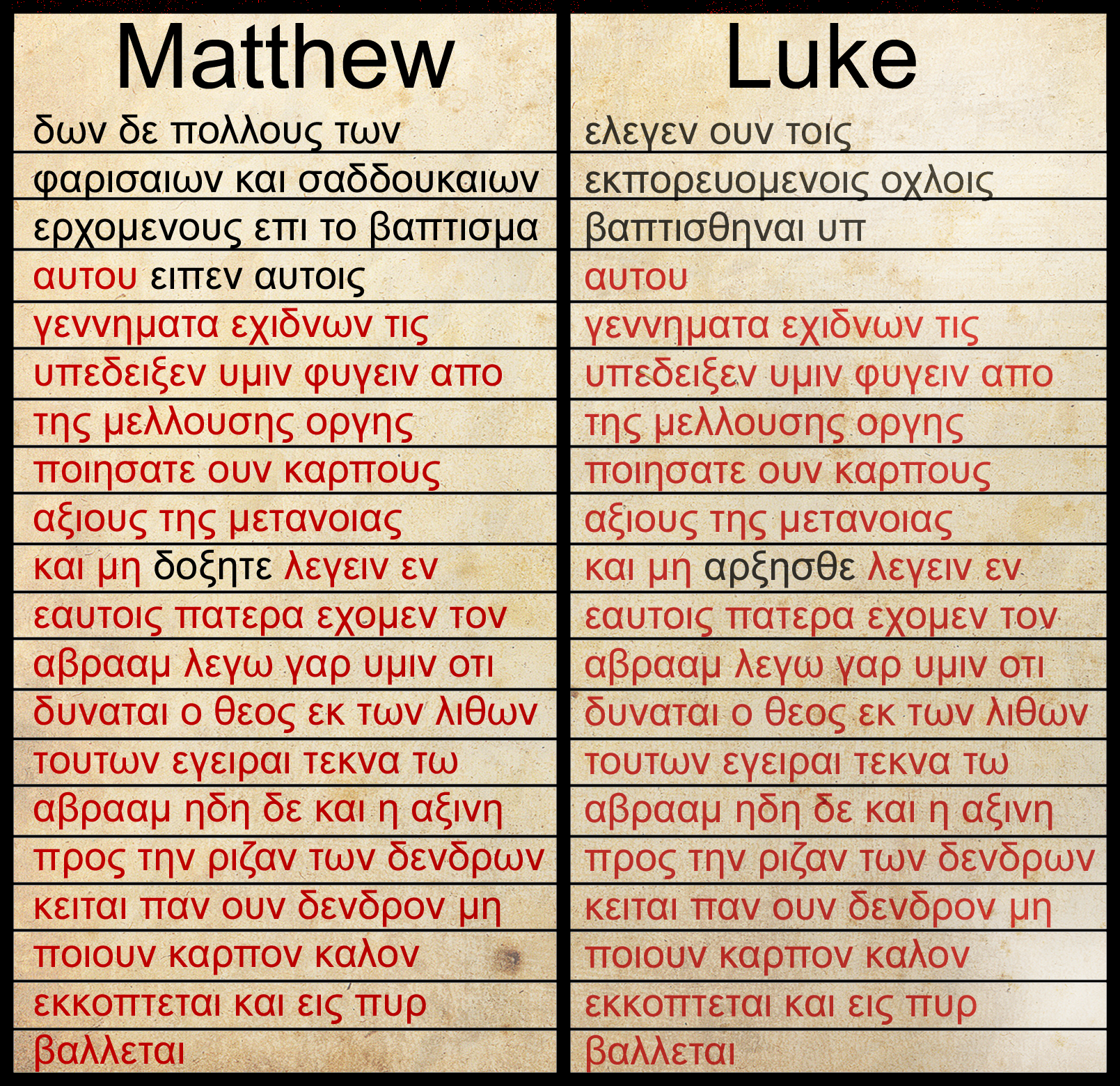
Synops med 60 ord långa passager om Johannes Döparen i och, med skillnader i svart. Markus har ingen parallell.

Synoptiska evangelier eller synoptikerna är de tre evangelierna Matteusevangeliet, Markusevangeliet och Lukasevangeliet. Dessa tre bibelböcker uppvisar många paralleller, bearbetar samma berättelser (ofta i samma ordning) och använder likartade formuleringar. Detta ser man tydligt i en synops, en bok där evangelierna uppställts parallellt i spalter. De synoptiska evangelierna kontrasterar tydligt mot Johannesevangeliet, som förmodas ha nedskrivits senare. 
Hur texterna har påverkat varandra, det synoptiska problemet, har varit en livligt omdiskuterad problemställning under århundradena, och har resulterat i flera konkurrerande hypoteser. Den mest gängse uppfattningen är den så kallade tvåkällshypotesen: grundstommen har givits av Markus, som sedan har utgjort förlaga för Matteus och Lukas. Den stora mängden Jesusord (logia), som finns hos Matteus och Lukas, men saknas hos Markus förklaras med den hypotetiska Q-källan (av tyska Quelle, "källa"). Q-källan har dock aldrig påträffats i handskrifter.
Andra hypoteser som förekommer som förklaring till identiska formuleringar är att den tidens muntliga berättartradition baserades på utantillinlärning och recitation, samt förekomsten av flera i dag okända källor som författaren till Lukasevangeliet menar sig ha satt sig in i.